# Jack DeJohnette
Jack DeJohnette (født 9. august 1942, Chicago, Illinois, USA ) er en amerikansk jazztrommeslager, pianist og komponist. 
Han er bedst kendt for sit samarbejde med pianisten Keith Jarrett i dennes trio. Jack DeJohnnette, der hører til de toneangivende trommeslagere i jazzen fra sidst i 60'erne, spiller også klaver. Han har spillet og indspillet med Jackie Mclean, Charles Lloyd, Bill Evans, Miles Davis, Keith Jarrett, John Scofield, Chick Corea, Wayne Shorter etc. Han har ledet egne grupper i forskellige størrelser og har lavet mange plader i eget navn. DeJohnette turnerer og spiller i dag med gruppen Trio Beyond, som er en tribute gruppe til den afdøde trommeslager Tony Williams og dennes musik.